# گایرت‌تپه (متروی استانبول)
گایرت‌تِپِه (انگلیسی: Gayrettepe) یکی از ایستگاه‌های خط ام۲، متروی استانبول است.
این ایستگاه که در شرق مرکز منطقه شیشلی در خیابان بویوکدره قرار دارد در سال ۲۰۰۰ تأسیس شده‌است.

## نگارخانه

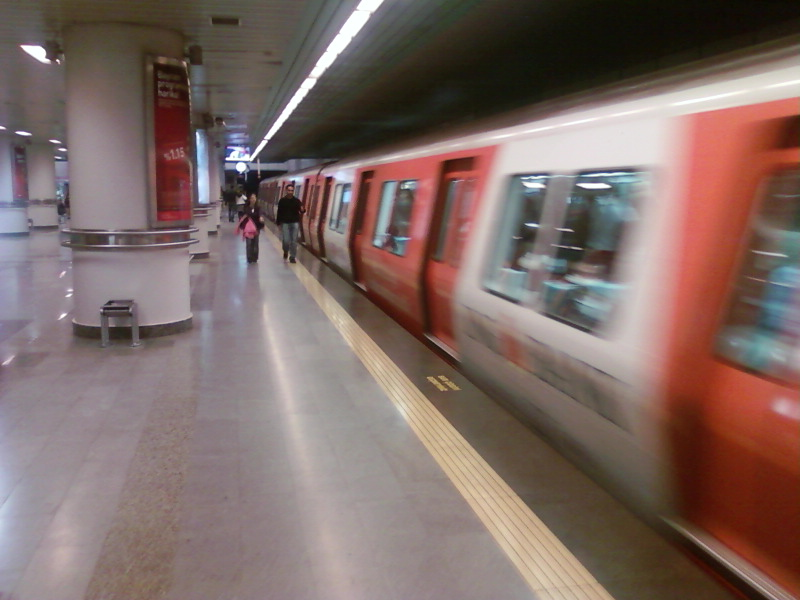
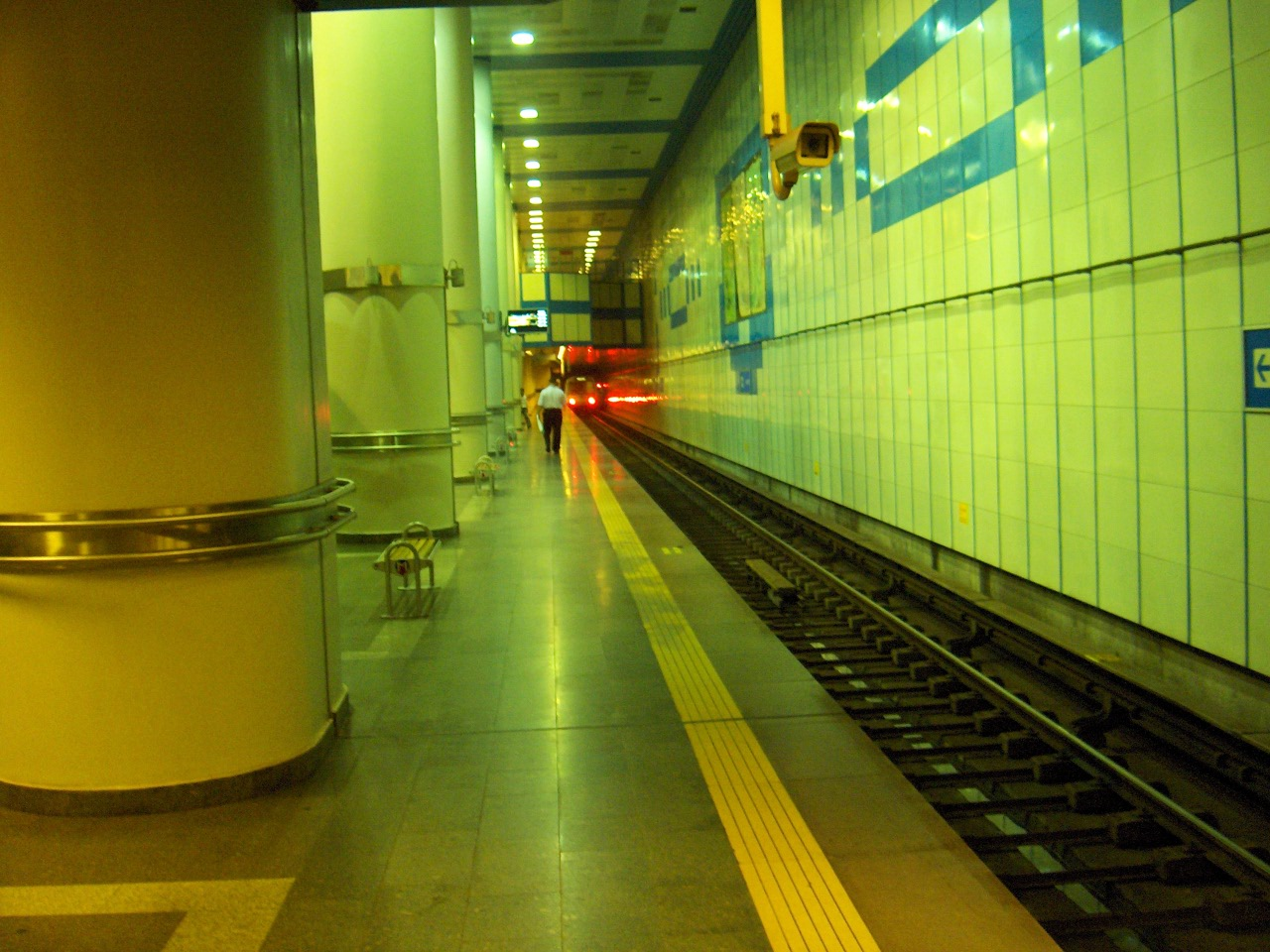